# Balmossie Viaduct

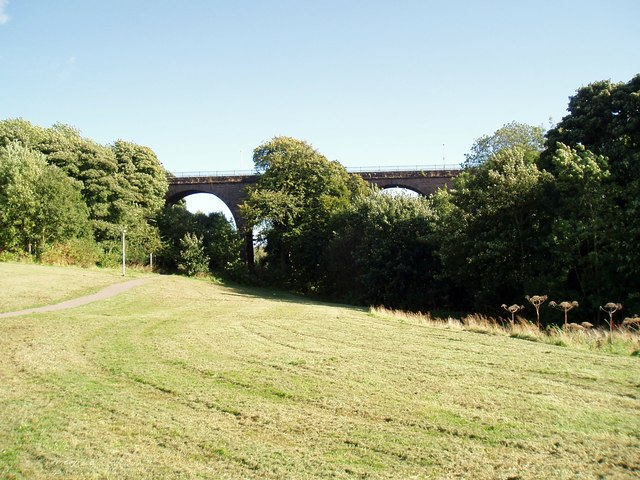
Balmossie Viaduct (2012)

Der Balmossie Viaduct ist eine ehemalige Eisenbahnbrücke in der schottischen Stadt Dundee in der gleichnamigen Council Area. 1985 wurde die Brücke in die schottischen Denkmallisten in der höchsten Denkmalkategorie A aufgenommen.

## Geschichte
Die Brücke war Teil der neuen Dundee and Forfar direct Line der Caledonian Railway, welche die Städte Dundee beziehungsweise Broughty Ferry und Forfar miteinander verband. Der Bau nach einem Entwurf der Ingenieure John Willet und George Mackay wurde zwischen 1869 und 1870 durch den Unternehmer William Leslie ausgeführt. Mit der Streckenschließung wurde der Balmossie Viaduct obsolet. Er ist heute Teil eines Fußgänger- und Radwegs. Zur Sicherung wurden nachträglich Geländer installiert.

## Beschreibung
Der Bruchsteinviadukt überspannt das Dighty Water am Ostrand von Dundee. Er führt mit sieben ausgemauerten Segment- beziehungsweise Rundbögen über das Tal des Bachs. Das rötliche Sandsteinmauerwerk ist mit schlichten kolossalen Pilastern ausgestaltet. Auf der niedrigen Bruchsteinbrüstung verläuft ein schmiedeeisernes Geländer.